# STS-82
إس تي إس-82 (بالإنجليزية: STS-82)‏ هي بعثة الخدمة الثانية لصيانة مرصد هابل الفضائي (SM2) عن طريق مكوك الفضاء ديسكفري وهي بالنسبة له هي الرحلة الفضائيَّة رقم 82 من برنامج مكوك الفضاء. انطلق من مركز كينيدي للفضاء في 11 فبراير من عام 1997.